# Искьердо, Хулио
Ху́лио Фили́ппи Искье́рдо (исп. Julio Philippi Izquierdo; 26 декабря 1912, Сантьяго, Чили — 30 марта 1997, там же) — чилийский государственный деятель, министр иностранных дел Чили (1963—1964).

## Биография
Родился в семье бывшего чилийского министра Хулио Филиппи Биля. Прадедом Хулио Искьердо был известный натуралист немецкого происхождения Рудольф Амандус Филиппи (1808—1904).
В 1935 г. окончил юридический факультет Папского Католического университета Чили. Преподавал на кафедре социальной экономики (1933—1936), гражданской (1939—1952) и философии права (1953—1958).
- 1958—1960 гг. — министр юстиции, одновременно министр по земельным отношениям,
- 1960 г. — министр экономики и торговли,
- 1960—1961 гг. — министр экономики, развития и реконструкции,
- 1961—1963 гг. — министр по земельным отношениям,
- 1963—1964 гг. — министр иностранных дел Чили.
- 1964—1977 гг. выступал консультантом администраций президентов Эдуардо Фрея, Сальвадора Альенде и Аугусто Пиночета по вопросам международных отношений и обороны. Активно способствовал разрешению приграничного конфликта с Аргентиной,
- 1981 г. — назначен членом Конституционного трибунала Чили.